# قره‌داغ‌لی، بیلقان
قره‌داغ‌لی (به لاتین: Qaradağlı) یک منطقه مسکونی در جمهوری آذربایجان است که در شهرستان بیلقان واقع شده است. قره‌داغ‌لی ۶۹۰ نفر جمعیت دارد.